# Charlie Cykor
Charlie Cykor (ang. Gun Shy) – amerykańska komedia z 2000 roku w reżyserii Erica Blakeneya, w której główne role zagrali Liam Neeson, Sandra Bullock i Oliver Platt.

## Obsada
- Liam Neeson – Charlie
- Oliver Platt – Fulvio Nesstra
- Sandra Bullock – Judy Tipp
- José Zúniga – Fidel Vaillar
- Richard Schiff – Elliott
- Andrew Lauer – Jason Cane
- Mitch Pileggi – Dexter Helvenshaw
- Paul Ben-Victor – Howard
- Mary McCormack – Gloria Nesstra
- Frank Vincent – Carmine Minetti
- Gregg Daniel – Jonathan
- Michael DeLorenzo – Estuvio
- Michael Mantell – dr Bleckner
- Louis Giambalvo – Lonny Ward

## Fabuła
Charlie (Liam Neeson) jest agentem do zadań specjalnych, który podczas akcji staje w obliczu śmierci. Przed kolejnym poważnym zadaniem nagle traci nerwy. Wiarę w siebie pomaga mu odzyskać pielęgniarka (Sandra Bullock).